# Make It Happen
『Make It Happen』（メイクイットハプン）は、2017年7月26日に発売されたMeikの1stミニ・アルバム。ユニバーサルミュージックよりリリース。

## 概要
J☆Dee'Z卒業後、初アルバム。初回限定盤/通常盤が発売され、ボーナス・トラックが異なる。
2017年7月29日には、本作発売を記念して渋谷スターラウンジでリリースライブを開催した。

## 収録曲
初回限定盤
1. LOVE〜愛はディスコ〜 feat.Shingo
作詞：Rose (Apotheke)
2. Let It Spin
作詞・作曲・編曲：pal@pop
3. パーディーガールズ
作詞・作曲・編曲：pal@pop
4. 恋するハート・ショット
作詞：Rose (Apotheke)
5. Kotori
作詞：Rose (Apotheke)
6. 今夜はメイク・ミー・ラブ・ユー
作詞・作曲・編曲：pal@pop
7. Let’s Go (Bonus Track)
作詞・作曲・編曲：pal@pop

通常盤
1. LOVE〜愛はディスコ〜 feat.Shingo
2. Let It Spin
3. パーディーガールズ
4. 恋するハート・ショット
5. Kotori
6. 今夜はメイク・ミー・ラブ・ユー
7. In Da World (Bonus Track)
作詞：松村PONY
作曲：Sugaya Bros. ・松村PONY
編曲：Sugaya Bros.